# 岳麓书院
岳麓书院位于中国湖南省长沙市岳麓区岳麓山东麓，是中国古代四大书院之一，始建于北宋开宝九年（976年），历经宋、元、明、清各代。迨及清光緒三十一年（1903年）改为湖南高等学堂，至今仍为湖南大学下属的办学机构，历史已逾千年，是世所罕见的“千年学府”。文化大革命期间岳麓书院以及岳麓山上一些其他文化遗迹遭到严重损毁，文革后修复。1988年被国务院批准为第三批全国重点文物保护单位，为嶽麓山風景名勝區重要观光点。

## 历史

### 前期（唐末至元代）

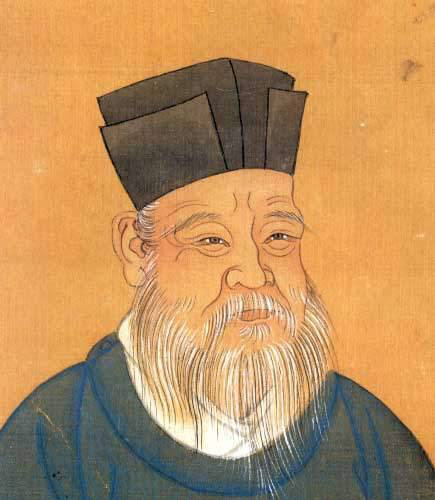
朱熹画像

岳麓山自古就是文化名山。西晋以前为道士活动据点，曾建有万寿宫、崇真观等。西晋武帝泰始四年（268年）麓山寺创立，至今仍保存完好。东晋陶侃曾建杉庵读书于此。六朝建道林寺。唐代马燧建“道林精舍”。唐末五代智璿等二僧为“思儒者之道”，在麓山寺下，“割地建屋”，建起了“以居士类”的学舍，岳麓书院就是在智璿等办学的基础上“因袭增拓”而诞生的。
宋开宝九年（976年），潭州太守朱洞在原僧人办学的遗址上，即岳麓山下的抱黄洞附近正式建立起了岳麓书院。北宋大中祥符（1008–1017）年间，岳麓书院进入了北宋的鼎盛时期。大中祥符八年（1015年），宋真宗亲自召见山长周式，对周式兴学颇为嘉许，亲书“岳麓书院”匾额，书院之名始闻于天下，有“潇湘洙泗”之誉。至今书院所存明代“岳麓书院”刻石，便是当年宋真宗的手迹。在周式执掌下，岳麓书院的从学人数和院舍规模都有很大发展，遂成为天下四大书院之一。关于“四大书院”有多种说法，但唯有岳麓为诸家共推，反映了古之学者对岳麓的推崇。
两宋之交，岳麓书院遭战火洗劫，乾道元年（1165年）湖南安抚使知潭州刘珙重建岳麓书院。他还延聘著名理学家张栻主教岳麓，更加强了岳麓书院在南宋教育和学术上的地位。张栻主教期间，以反对科举利禄之学、培养传道济民的人才为办学的指导思想，培养出了一批如吴猎、赵方、游九言、陈琦等经世之才的优秀学生。乾道三年（1167年），朱熹来访，与张栻论学，举行了历史上有名的“朱张会讲”。前来听讲者络绎不绝，时人描绘“一时舆马之众，饮池水立涸”。这次会讲，也推动了宋代理学和中国古代哲学的发展，所以不仅是长沙，也是中国古代文化史上的一件盛事。朱张会讲之后，岳麓书院名声更加远播，元代理学家吴澄在《重建岳麓书院记》中说：“自此之后，岳麓之为岳麓，非前之岳麓矣！”绍熙五年（1194年），在岳麓会讲27年之后，朱熹任湖南安抚使，再次来到潭州，重整岳麓书院，颁行《朱子书院教条》。经过他的整治，岳麓书院再次进入到繁盛时期，理学史上颇负盛名的“湖湘学派”即发展于此。
1275年，元兵攻破长沙，岳麓书院被付之一炬。岳麓书院几百学生参与战斗，城破后大多自杀殉国。元统治者统一全国后，极力推动书院的恢复和发展，潭州学正刘必大主持重建岳麓书院，仅废10余年的岳麓书院又开始恢复生机。延祐元年（1314年）郡别驾刘安仁再次主持大修。元末战乱再起，岳麓书院又于至正十八年（1368年）毁于战火。

### 中期（明代）
明初，明太祖奉行“治国以教化为先，教化以学校为本”的政策。重视地方官学的复兴，而不倡导书院教育。全国书院颓废，岳麓书院也因此沉寂了百余年。成化（1465–1487）年间，书院开始逐渐恢复。宣德七年（1432年），由民间集资促成岳麓书院最早的一次修复。成化五年（1469年），长沙知府钱澎再次兴复书院，但不久又废。弘治七年（1494年）长沙府通判陈钢终于使岳麓书院基本恢复旧貌。自明宣德始，经地方官员陈钢、杨茂元、王韬、吴世忠等多次修复扩建，岳麓书院主体建筑第一次集中在中轴线上，主轴线前延至湘江西岸，后延至岳麓山巅，配以亭台牌坊，于轴线一侧建立文庙，形成了书院历史上亭台相济、楼阁相望、山水相融的壮丽景观。书院的讲学、藏书、祭祀三大功能得到了全面的恢复和发展，奠定了现存建筑基本格局。
正德二年（1507年），阳明心学一代宗师王守仁来岳麓讲学。王守仁住在寿星观，他写下了《长沙答周生》、《陟湘于迈岳麓是尊仰止先哲因怀友生丽泽兴感伐木寄》、《游岳麓书事》、《次韵答赵太守王推官》和《吊屈原赋》。王守仁及其弟子在岳麓书院的讲学是继南宋湖湘学派之后，岳麓书院的又一次重要学派活动，导致了岳麓书院又一个学术繁荣期的到来。
嘉靖九年（1530年），明世宗御赐“敬一箴”（即程子四箴）。
明清之际，著名的爱国主要思想家王夫之在此求学，“书院之盛，振美一时”。
崇祯十六年（1643年），张献忠部队进攻长沙，与明朝官军进行激战，书院在混战中被毁。

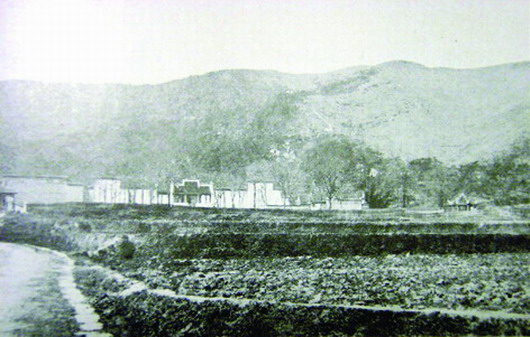
清末民初时期的岳麓书院

### 后期（清代）
清初朝廷对书院采取抑制政策。1652年（顺治九年）曾调令：“各提官督率教官、生儒，务将平日所习经书义理，着实讲求，躬行实践。不许别创书院，群聚徒党，及号召地方游食无行之徒，实谈废业。”然已经实行了数百年的书院制度，具有深刻的社会影响，修复书院的呼声日趋强烈。就在顺治帝诏令各地“不许别创书院”的当年，湖南巡抚彭禹峰就聘请长沙府攸县县学生刘自主持岳麓教事，并未受到处罚。
随着统治的日益巩固，顺治末年对书院的抑制政策开始松弛，康熙、雍正二朝进而实行支持和鼓励政策。康熙七年（1668年），巡抚周召南下令重建岳麓书院，基本恢复了原有规模。1674年（康熙十三年），吴三桂发动三藩叛乱，攻克长沙，刚刚修好了才４年的岳麓书院即兴即毁。1684年（康熙二十三年）巡抚丁思孔又重建岳麓，置膏火田数百亩，并两具疏章，请求御书匾额。
1687年（康熙二十六年）春，康熙帝賜御书“学达性天”匾。
1743年（乾隆八年），乾隆帝赐御书“道南正脉”匾于岳麓書院，岳麓书院在全国的重要地位再次获得肯定，四方求学者络绎不绝，书院教育达到了鼎盛，培养出了一批批影响中国历史进程的著名生徒。
乾隆后期至嘉庆、道光年间，书院的建设进一步发展。期间罗典、欧阳厚均各主院27年，创建和恢复书院古迹数十处。1833年（道光十三年）巡抚吴荣光仿学海堂制，在此创设湘水校经堂，首开湖南书院教学改革之风。1852年（咸丰二年），太平天国军进攻长沙，岳麓书院受到战火毁坏，史称“书院毁半”，随后院长丁善庆率诸生捐资又逐次修复。1868年（同治七年），巡抚刘崐主持进行了一次大规模修建，刘撰《重修岳麓书院记》碑留存至今。清末，岳麓顺应历史潮流，设译学、算学等科，增置时务和西学图书，进行了教学改革。

### 改制（清末至今）

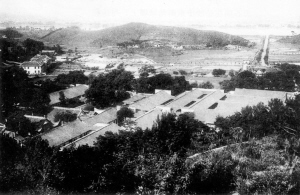
岳麓书院改制后设立的湖南高等学堂

清末实施新政，废书院而兴学堂，“岳麓书院”于清朝光绪二十九年（1903年）被湖南巡抚赵尔巽奏废为湖南高等学堂（1897年长沙时务学堂创立，1899年改为求实书院，1902年改为湖南省城大学堂，1903年与岳麓书院合并组建湖南高等学堂）。1912年，湖南高等学堂奉令停办，工科学生按志愿送到湖南高等工业学校和湖南高等师范学校（前身是光绪三十三年（1907年）湖南巡抚岑春蓂奉旨创办的湖南优级师范学堂）继续学习。同年，湖南高等师范学校奉命迁入。民国四年十二月《湖南高等师范学校志·建制第二》载：“湖南高等师范学校即故岳麓书院。”（第2页）。1917年，湖南高等师范学校奉令停办，并入武昌国立师范学校（今武汉大学），同年，湖南公立工业专门学校迁入，接收了前湖南高师的全部校产和一部分教师。1926年湖南工业、商业、法政三个专门学校合并，正式成立省立湖南大学，仍以岳麓书院为一院，新建校舍为二院。1937年，省立湖南大学被国民政府教育部确立为国立湖南大学。
1938年4月，日本战机轰炸湖南大学校园，岳麓书院部分建筑被毁。1941年4月日机再次轰炸湖南大学，岳麓书院御书楼、半学斋、静一斋等处均中弹倒塌，文庙大成殿及孔子像被炸毁。抗日战争胜利后，岳麓书院部分建筑被修复。
1953年全国院系调整，湖南大学被撤消。在湖南大学旧址上，以原湖南大学土木系和基础教育部为基础，合并其他一些大学的相关院系，组建中南土木建筑学院。1958年中南土木建筑学院扩充后改名湖南工学院，1959年复名为湖南大学。
文化大革命期间（1966-1976年），岳麓书院只剩残垣断壁，几成废墟，岳麓山上其他一些文化遗迹包括云麓宫、自来钟（飞来钟）、五轮塔等也均遭到损毁。20世纪80年代初，湖南大学对其着手修复，岳麓书院开始大规模修复工程。
1986年10月，在历经5年大修后，岳麓书院正式对外开放参观。湖南大学先后在此成立文化研究所和下属学院（名即为岳麓书院），招收历史、哲学等专业本科、硕士和博士生。
1988年，国务院将其列为全国重点文物保护单位。

## 大事年表

### 宋元
- 开宝九年 976年 潭州太守朱洞创建，孙迈有记（无考）
- 咸平二年 999年 潭州太守李允则创建，王禹偁作记
- 咸平四年 1001 李允则请奏书，诏赐诸经释文，义疏，史记，玉篇，唐韵，赐建湘西书院
- 大中祥符五年 1012 山长周式请于太守刘师道扩建书院，谭绮记（无考）。
- 大中祥符八年 1015 宋真宗召见山长周式，并赐岳麓书院匾额，对衣鞍马，内府书，于是书院之称闻名天下
- 绍圣四年 1097 地方当局欲改岳麓书院为鼓铸厂，湘阴县尉朱骆抗言不可毁
- 北宋末年  创立“潭州三学”
- 南宋绍兴元年 1131 毁于战火，“什一仅存”
- 乾道元年 1165 湖南安抚使刘珙命州学教授邵颖重建，次年延请张栻主教事
- 乾道三年 1167 九月朱熹自闽来访张栻，留止2月，讲学院中，与张栻论中庸之义，手书“忠、孝、廉、节”，十一月同游南岳
- 乾道五年 1169 张栻知严州，彪居正任书院山长
- 乾道七年 1171 张栻还长沙，主岳麓、城南两书院
- 淳熙十五年 1188 湖南安抚使潘畴修葺书院，陈傅良来院讲学，并作记，山长顾杞，堂长吴猎
- 绍熙五年 1194 朱熹任湖南安抚使知潭州，牒委教授兴学岳麓，并在书院讲学，更建书院，聘黎贵臣为讲书执事
- 淳祐十年 1246 理宗赐“岳麓书院”匾额，别建湘西精舍于书院南
- 淳佑十年 1250 湖南转运副使吴子良聘欧阳守道为岳麓书院副山长，欧阳新为讲书。
- 元代 至元十三年 1276 元将阿里海牙焚毁书院，诸生抗元，乘城共守，死者无数
- 至元二十三年 1286 学政刘必大重建，朱渤作记（无考）
- 延佑十年 1314 别驾刘安仁，主簿潘必大重修书院，聘朱某，张厚相继主院，吴澄作《岳麓书院记》、《百泉轩记》
- 至正末年明洪武元年 1368 毁于兵火

### 明代
- 成化五年 1469 知府钱澍重建礼殿及麓山寺碑亭
- 弘治七年 1494 通制陈钢重建书院
- 弘治九年 1496 知府王 ，杨茂元续建，李东阳作记，善化教谕叶性为山长
- 正德二年 1507 王阳明谪贵州龙场，道经湖南，讲学岳麓
- 正德三年 1508 陈论任山长，创射圃
- 正德四年 1509 守道吴世忠拆毁道林寺，扩建书院
- 正德九年 1514 陈论首编《岳麓书院志》
- 嘉靖六年 1527 知府王秉良，孙存相继扩建
- 嘉靖九年 1530 世宗颁御制“敬一箴”即“程子四箴”
- 嘉靖十八年 1539 知府季本重建，并将学岳麓
- 嘉靖四十四年 1565 推官翟台重建
- 万历十年 1582 张元忭讲学，李天植重建
- 万历十八年 1590 知府吴道行重建
- 万历三十九年 1611 县尹唐源等重建，邹元标记
- 天启元年 1621 邹元标讲学岳麓
- 崇祯六年 1633 吴道行任山长，编《岳麓志》
- 崇祯十一年 1638 王夫之读书岳麓，与旷鹏陛等创立”行社“
- 崇祯十五年 1642 高世泰讲学岳麓，并助修岳麓
- 崇祯十六年 1643 书院毁于兵火，翌年吴道行绝食，卒于岳麓山

### 清代
- 顺治九年（1652年） 刊立卧碑、聘刘自运为山长
- 康熙七年 （1668年） 巡抚周召南重建书院并作记
- 康熙十三年 (1674年) 书院毁于吴三桂兵变
- 康熙二十三年 (1684年) 巡抚丁思孔重修并作记，敦金门任山长
- 康熙二十六年（1687年）康熙帝赐御書“学达性天”匾，及御书《十三经》等，赵宁修《新修岳麓书院志》，李中素任山长
- 康熙三十九年（1700年）按察使常保扬重修并作记
- 康熙五十六年 (1717年) 李文炤任山长
- 雍正十一年（1733年） 立为省城书院，清庭赐银一千两，李文柱任山长
- 乾隆二年（1737年） 赐银一千两修书院
- 乾隆八年（1743年） 乾隆帝赐御书“道南正脉”匾
- 乾隆十年（1745年） 巡抚杨锡绂作《岳麓书院学规》
- 乾隆十三年（1748年） 山长王文清手定《岳麓书院学规》岳麓书院学规 (1748年)

时常省问父母  朔望恭谒圣贤
气习各矫偏处  举止整齐严肃
服食宜从俭素  外事毫不可干
行坐必依齿序  痛戒讦短毁长
损友必须拒绝  不可闲谈废时
日讲经书三起  日看纲目数页
通晓时务物理  参读古文诗赋
读书必须过笔  会课按刻蚤完
夜读仍戒晏起  疑误定要力争
- 乾隆廿一 1756 巡抚陈宏谋大修斋舍

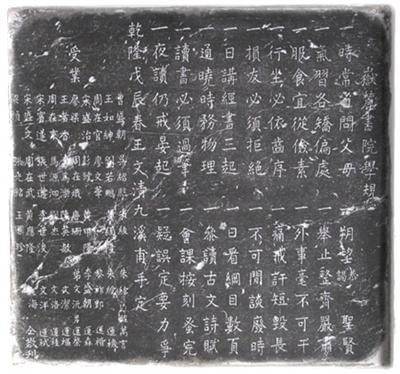
岳麓书院学规 (1748年)
</br />时常省问父母 朔望恭谒圣贤
气习各矫偏处 举止整齐严肃
服食宜从俭素 外事毫不可干
行坐必依齿序 痛戒讦短毁长
损友必须拒绝 不可闲谈废时
日讲经书三起 日看纲目数页
通晓时务物理 参读古文诗赋
读书必须过笔 会课按刻蚤完
夜读仍戒晏起 疑误定要力争

- 乾隆廿二 1757 山长欧阳正焕书“整齐严肃”为院训
- 乾隆四十四 1779 巡抚李湖重修
- 乾隆四十七 1782 罗典任院长，辟“岳麓八景”，修建筑多处
- 嘉庆廿三年 1818 欧阳厚均任院长，捐资修书院，弟子著录者三千余人
- 道光十三年 1833 巡抚吴荣江创“湘水校经堂”于书院内
- 道光廿六年 1846 丁善庆任院长，重修书院
- 咸丰二年 1852 太平军过长沙，书院毁半，丁善庆率诸生捐修
- 同治六年 1867 丁善庆主修《岳麓续志》
- 同治七年 1868 巡抚刘崐大修书院
- 同治十二年 1873 山长周玉麒刊《岳麓续志补编》
- 光绪元年 1875 学政朱逌然将湘水校经堂改名为校经书院
- 光绪十六年 1890 湘水校经迁湘春门外，改名校经书院
- 光绪廿三年 1897 院长王先谦改章，设译学、算学等科，并参与创办时务学堂
- 光绪廿七年 1901 清廷改学制，将各地书院院改为大、中、小学堂
- 光绪廿九年 1903年 巡抚赵尔巽改岳麓书院为湖南高等学堂[13]

## 书院学规
中国古代书院的学规，是用以规范生徒学习、生活行为的规矩章法。其内容包括书院的教育方针、培养目标、修身治学的准则、日常生活及为人处世的通则等。南宋绍熙五年（1194年），朱熹颁《白鹿洞书院教条》于岳麓书院，这是岳麓书院最早的正式学规，后在此基础上逐步发展。到了清代，原有学规已不合时宜，历任山长开始对学规加以扩充和修订，其中影响最大、最广为人知的是山长王文清制定的《岳麓书院学规》。

## 著名人物

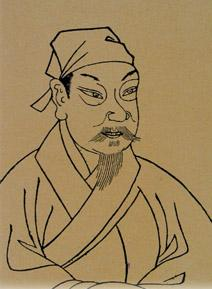
张栻

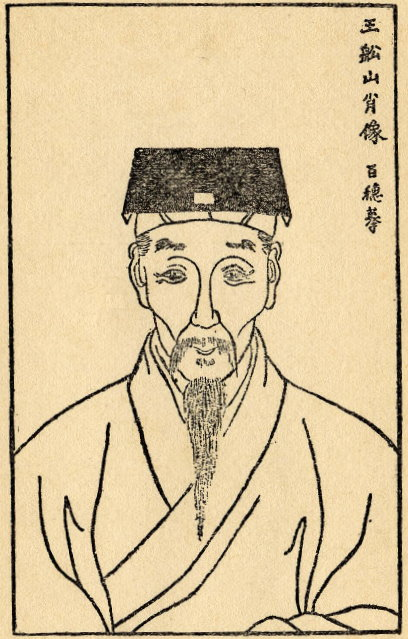
王夫之

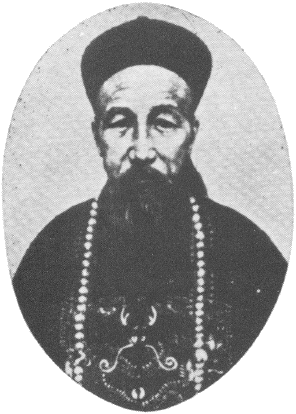
曾国藩

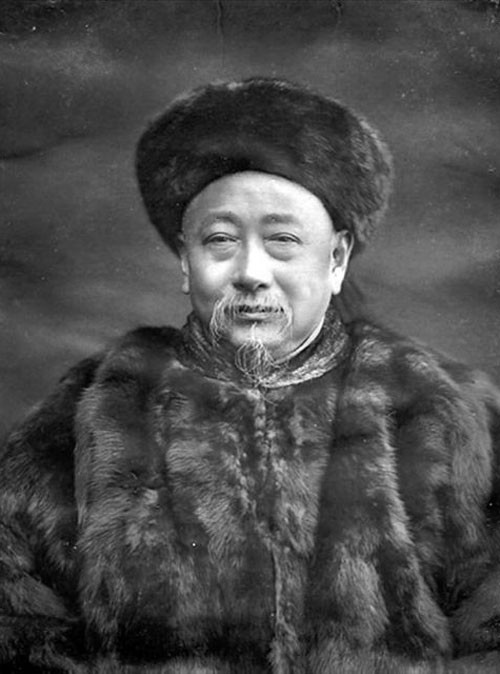
郭嵩焘

岳麓书院大门上的对联，“惟楚有材，于斯为盛”，道尽了岳麓书院历史上人才辈出的事实。纵观岳麓书院一千多年的历史，早在北宋，山长周式便“教授数百人”。南宋理学家张栻出任山长后，岳麓书院成为湖湘学派的发源地，培养出了一批“岳麓巨子”。南宋乾道三年(1167年)朱熹来岳麓书院与张栻会讲，历时两月，史称“朱张会讲”。这次会讲吸引了大批士子纷纷返归前来听讲，“方其盛也，学徒千余人”，“一时舆马之众，饮池水立涸”。明清至民国初期是岳麓书院培养人才的鼎盛时期，一批批日后将深刻影响中国历史的人物从这里走向社会，其中最著名的有鸦片战争前后出现的以陶澍、贺长龄、严如煜、魏源为主体的政治改良派人才群体，咸丰、同治年间出现的以曾国藩、左宗棠、郭嵩焘、胡林翼、李元度、刘蓉、刘长佑、曾国荃、刘坤一为主体的“中兴将相”人才群体，戊戌变法期间出现的以谭嗣同、梁启超、唐才常、沈荩、黄遵宪为主体的维新变法派人才群体，戊戌变法失败以后出现的以蔡锷、陈天华、程潜为主体的资产阶级民主革命派人才群体等。余秋雨对此评价说：“你看整整一个清代，那些需要费脑子的事情，不就被这个山间庭院吞吐得差不多了？”

### 历代山长
山长是中国古代书院的负责人，也即现代意义上的“院长”。山长一词最早见于《荆湘近事》：“五代蒋维东隐居衡岳，受业者号曰山长。”至宋相沿为习，亦称山主、洞主等。岳麓书院可考的山长共有55位。
- 宋朝：周式 孙胄 彪居正 张栻 吴猎 顾杞 黎贵臣 凌登龙 欧阳守道

- 元朝：朱某 张厚

- 明朝：叶性 陈论 熊宇 张凤山 张元忭 吴道行

- 清朝：郭金台 刘自廷 王祚隆 蔡上宽 车万育 郭金门 李中素 刘大抚 刘琪 陈佑祉 陈际鼎 廖俨 李文炤 易宗涒 吴尧山 李天柱 曹耀珩 黄明懿 房逢年 王文清 刘暐泽 周焘 旷敏本 欧阳正焕 刘元燮 万年茂 张九镒 熊为霖 罗典 王坦修 袁名曜 贺长龄 欧阳厚均 龙瑛 丁善庆 周玉麒 徐棻 王先谦

### 著名生徒
- 彭龟年：太学博士、吏部侍郎，卒后谥忠肃，湖湘学派代表人物。
- 游九功：刑部侍郎，卒后谥庄简。
- 胡大时：湖湘学派奠基人胡宏的儿子，张栻门生中的首领。
- 吴猎：敷文阁直学士，四川安抚制置使兼知成都府。
- 王夫之：哲学家、思想家。
- 陶澍：两江总督加太子少保。
- 彭浚：嘉庆十年（1805年）状元，内阁侍读学士、太仆侍少卿。
- 贺长龄：贵州巡抚、云贵总督。
- 魏源：近代启蒙思想家，著有《海国图志》等。
- 曾国藩：湘军的创立者和统帅，历任两江总督、直隶总督、武英殿大学士。
- 左宗棠：湘军重要首领，领军收复新疆，历任两江总督兼南洋通商大臣，军机大臣。
- 胡林翼：湘军重要首领，湖北巡抚，卒后被追授为太子少保，兵部侍郎。
- 刘长佑：湘军重要首领，历任广西巡抚，两广总督，直隶总督，广东巡抚、云贵总督。
- 曾国荃：湘军重要首领，历任陕甘总督、两广总督、礼部尚书、两广总督兼通商大臣。
- 刘坤一：湘军重要首领，历任江西巡抚、两广总督、两江总督、钦差大臣。
- 刘蓉：湘军重要首领，陕西巡抚。
- 郭嵩焘：中国历史上第一位外交大使。
- 唐才常：维新变法的重要人物，自立军起义领袖。
- 熊希龄：北洋政府国务总理。
- 杨昌济：著名教育家，毛泽东岳父。
- 范源濂：北洋政府教育总长，北京师范大学首任校长。
- 程潜：湖南省主席、湖南省省长、全国人大常委会副委员长。

## 建筑
岳麓书院历史上经历多次战火，曾七毁七建，现存主要建筑是清朝遗构。上世纪以来，经过几次大修，一些毁于战火的建筑得到了重修。岳麓书院占地面积21000平方米，在布局上采用中轴对称、纵深多进的院落形式。主体建筑如头门（大门）、二门、讲堂、半学斋、教学斋、百泉轩、御书楼、湘水校经堂、文庙集中于中轴线上，讲堂布置在中轴线的中央。斋舍、祭祀专祠等排列于两旁。中轴对称、层层递进的院落，除了营造一种庄严、神妙、幽远的纵深感和视觉效应之外，还体现了儒家文化尊卑有序、等级有别、主次鲜明的社会伦理关系，完整地展现了中国古代书院建筑气势恢宏的壮阔景象。此外还有赫曦台、爱晚亭、自卑亭、风雩亭、吹香亭及曲廊水榭假山等园林建筑及人文景观，在展示书院文化博大精深之余，渲染了它闲情逸致的士人风格。在这些建筑中，像爱晚亭，已被公认为中国古代亭台中的经典建筑，莅列四大名亭之中。先后恢复重建了延宾馆、文昌阁、崇圣祠、明伦堂及包括供祀孔子、周濂溪、二程、朱熹、张栻、王船山、罗典等的六大专祠建筑原貌。 岳麓书院为中国现存规模最大、保存最完好的书院建筑群。
以功能区分，岳麓书院古建筑群分为教学、藏书、祭祀、园林、纪念五大类别。

### 教学建筑
- 大门

宋代曾名“中门”，因江岸建有石牌坊，又名“黉门”，现存大门为清同治七年（1868年）重建。采用南方将军门式结构，建于十二级台阶之上，五间硬山，出三山屏墙，前立方形柱一对，白墙青瓦，置琉璃沟头滴水及空花屋脊，枋梁绘游龙戏太极，间杂卷草云纹，整体风格威仪大方。门额“岳麓书院”为宋真宗赐书，大门两旁悬挂有对联“惟楚有材，于斯为盛”，为清嘉庆年间山长袁名曜与贡生张中阶合撰而成。门额与对联原物均在抗战期间被日军战机炸毁，现物为1984年根据老照片复制而来。
- 二门

大门之后即为二门。宋元时此处为礼殿所在，明代嘉靖元年（1527）在书院左面扩建文庙，礼殿搬迁，此处始改建为二门，抗战时被毁，1984年重建。正上方悬“名山坛席”匾，两旁有对联“纳于大麓；藏之名山”，背面有“潇湘槐市”匾，两边有清代山长罗典所撰的对联：“地接衡湘，大泽深山龙虎气；学宗邹鲁，礼门义路圣贤心”。
- 讲堂

讲堂位于书院的中心位置，是书院进行教学和举行重大活动的核心场所。自书院创建初始，即有“讲堂五间”。南宋理学家张栻、朱熹曾在此举行“会讲”，开中国书院会讲之先河。檐前悬有民国年间湖南公立工业专门学校校长宾步程所书“实事求是”匾。
講堂中央高懸两块鎏金木匾，一為康熙二十六年（1687年）清聖祖御書“学达性天”匾。意在表彰書院對於培育人才的貢獻，亦表明嶽麓書院是以理學作為辦學傳統，在此求學，可達到學問的最高境界。
二为乾隆八年（1743年）清高宗御書“道南正脈”匾。旨在肯定嶽麓書院乃弘揚理學之正宗，象徵嶽麓書院的重要地位。
讲堂墙壁上还嵌有许多极有价值的碑刻文物，如由朱熹手书、清代山长欧阳厚均刻的“忠孝廉节”碑，由清代山长欧阳正焕书、欧阳厚均刊立的“整齐严肃”碑，清代山长王文清撰文的《岳麓书院学规碑》《读书法》等十数方。讲堂屏壁正面刻有今人周昭仪所书《岳麓书院记》，屏壁背面刻有摹自《南岳志》的麓山全图。
- 教学斋\半学斋

教学斋和半学斋位于讲堂两旁，为昔日师生居所。书院建斋舍历史悠久，北宋始建时就有斋舍52间，现存建筑为光绪二十九年（1903）书院改制为学堂时所建。“教学斋”斋名出自《礼记·学记》，“半学斋”斋名源出《尚书·说命下》。
- 湘水校经堂

湘水校经堂位于讲堂左侧，原名成德堂，亦为书院讲堂，始建于明嘉靖六年（1527年）。清道光十一年（1831年），湖南巡抚吴荣光于岳麓书院船山祠创办湘水校经堂，并亲题门额。清光绪元年（1875年），湘水校经堂从岳麓书院迁到长沙城南天心阁附近，“湘水校经堂”门额留于明德堂以作纪念。
- 大门
- 大门
- 二门
- 讲堂
- 讲堂内部
- 半學齋
- 湘水校經堂

### 藏书建筑
- 御书楼

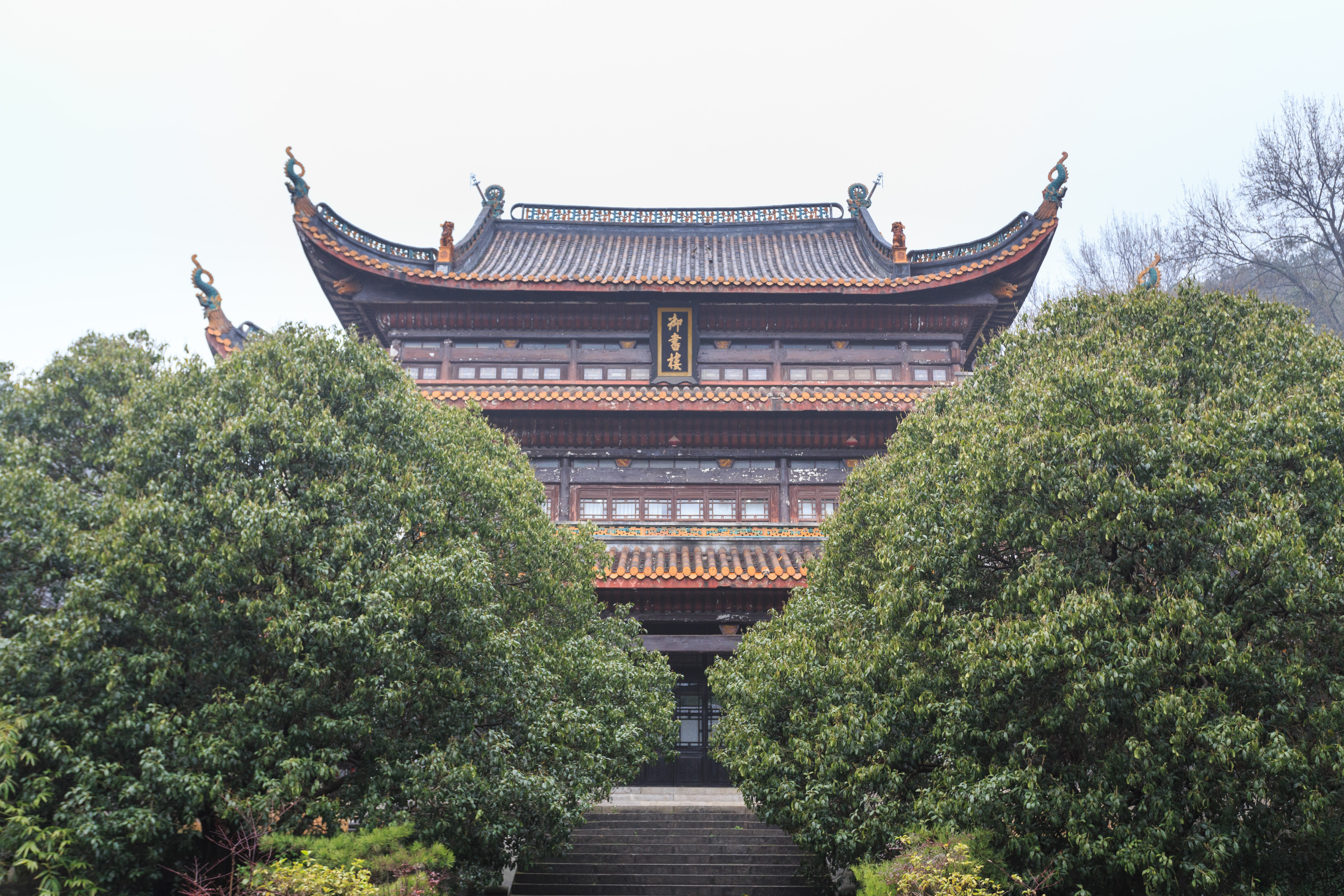
御书楼

中国古代书院历来有讲学、藏书、祭祀三大功能。岳麓书院创建始即在讲堂后建有书楼，宋真宗赐书后更名“御书阁”，元明亦称“尊经阁”，位置有所变动，至清康熙二十六年（1687），巡抚丁思孔建御书楼于今址。清代中期，岳麓书院御书楼已发展成为中国民间一座较大型的图书馆，藏书14130卷。今天的御书楼仍然作为湖南大学古籍图书馆供教研人员及学生使用。

### 祭祀建筑
- 文庙

文庙，原称孔庙，唐玄宗开元二十七年（739年）封孔子（前551-前479）为文宣王，因称孔庙为文宣王庙。岳麓书院文庙，是历代山长宣扬儒教的重要场所，起着崇尚圣人、推崇学统、劝戒规砺、践履识礼的重要作用。文庙对岳麓书院教育有着直接影响，历代都有严格的礼规，要求教育者和被教育者遵循圣人的言行行事。每月朔望山长要引领一一朝拜。每年春秋举行两次大的祭典活动，地方长官也得参加，场面极为壮观。文庙位于书院左侧，由照壁、门楼、大成门、大成殿、两庑、崇圣祠、明伦堂等部分组成，是中国规模最大，建筑规格最高的一座书院文庙。岳麓书院初创时期即开始祭祀孔子，北宋时期曾建礼殿于讲堂前，南宋乾道元年（1167年）改为宣圣殿，明弘治十八年（1505年）改名大成殿，正德二年（1507）迁礼殿于书院左侧，天启四年（1624）重修，正式称为文庙。抗战时期毁于战火，后修复了部分建筑，1980年代修复了大成殿，1990年代修复大成门，2003-2004年设计重建已毁多年的崇圣祠、明伦堂，2005年改造大成殿内部装修，恢复原有旧制。
- 濂溪祠

专祀周敦颐，清嘉庆十七年（公元1812）始建，祠内悬有“超然会太极”匾，祠内壁上有《移建濂溪祠碑记》石刻。
- 四箴亭

专祀程颢、程颐。四箴是二程根据孔子“非礼勿视，非礼勿听，非礼勿言，非礼勿动”发展而成的道德戒律，即视箴、听箴、言箴、动箴。据载书院在宋代时就建有四箴亭，嘉靖九年(1530年)颁御制“敬一箴”于岳麓书院，长沙知府潘镒建敬一亭于文庙大殿后，天启四年(1624年)，长沙推官林正亭重修，改名为“四箴亭”。清嘉庆二十三年(1818年)，迁四箴亭于今址。亭内现存清刻程氏《视》、《听》、《言》、《动》四箴碑。
- 崇道祠

又称“朱张祠”，专祀朱熹、张栻。元延祐元年（1314）建诸贤祠于讲堂左侧，合祀朱张及书院建设有功之臣。明弘治七年（1494），始建专祠于讲堂后，后毁。清乾隆四十一年（1776），布政使觉罗敦福重建于今址。
- 六君子堂

始建于明嘉靖五年（1526），祭祀的六位对书院发展和建设有功的先儒：朱洞、李允则、周式、刘珙、陈钢、杨茂元。清嘉庆十七年（1812）重建于今址，祠内嵌有《改建六君子堂碑记》。
- 船山祠

专祀王夫之。祠庙原为清道光十三年（1833）创建的湘水校经堂，湘水校经堂搬迁后，辟为船山祠。
- 文庙大成门
- 文庙大成殿
- 文庙崇圣祠
- 屈子祠
- 四箴亭
- 濂溪祠
- 六君子堂
- 崇道祠
- 船山祠
- 慎齋祠

### 园林
1782年(清乾隆四十七年)，罗典受聘为岳麓书院山长。上任伊始，因见书院四周空地荒芜杂乱，即进行整治，因地制宜，或修塘插柳，或筑圃栽桃，或依山布桐，或瓷池种荷，引泉出涧，凿沼养鳞等等。几年后，"瓦砾凌乱，草木秽杂"的荒芜之地成了"荷英烂漫、簇锦团花、绿荫夹道"的优雅之地。时人大为赞赏，"同人游息，多以八景标目"，题咏了大量诗词。这八景为: 柳塘烟晓、桃坞烘霞、风荷晚香、桐荫别径、曲涧鸣泉、碧沼观鱼、花墩坐月、竹林冬翠。
岳麓书院的园林具有浓郁的士人气息。它既不同于官府园林的奢华繁复，也不同于私家园林的轻浮俏丽，而是取法于自然，讲求宁静、清幽、雅淡，以利澄心治学，发圣贤玄奥。所布局的景点多有命名，并富含诗境，反映出一种士文化的精神，具有典雅拙朴的格调。
- 麓山寺碑亭：位于书院后花园南侧。明成化五年（1469）知府钱澍始建，现存建筑为1962年重建。亭内竖有著名的“麓山寺碑”，为唐代著名书法家李邕撰文、书丹并镌刻，史称“三绝碑”。碑侧碑阴有宋代大书法家米芾的题刻。

- 百泉轩：历代书院山长的居所。南宋乾道三年（1167），朱熹来访，与山长张栻“聚处同游岳麓”，“昼而燕坐，夜而栖宿”，相传二人曾在此论学三昼夜而不息。

- 自卑亭：位于书院东面200米，今湖南大学图书馆前。亭名源出《中庸》：“君子之道，譬如远行，必自迩；譬如登高，必自卑”，为清康熙二十七年（1688）长沙郡丞赵宁所建，嘉庆十七年（1812）山长袁名曜改建，现存建筑为清咸丰十一年（1861）建造。“自卑亭”三字为清代山长车万育题书。亭内嵌有《自卑亭记》等碑刻。

- 爱晚亭：出岳麓书院后门，沿石径上行200米，便是爱晚亭。清乾隆五十七年（1792年）岳麓书院山长罗典创建。原名红叶亭，后湖广总督毕沅据唐代诗人杜牧《山行》：“停车坐爱枫林晚”，改为爱晚亭。爱晚亭为八柱重檐古亭，顶部覆盖绿色琉璃瓦，攒尖宝顶，内柱为红色木柱，外柱为花岗岩方柱，天花彩绘藻井，与古代文人的清淡风格相比，今天的亭子显得格外热闹。爱晚亭在中国亭台建筑中，影响甚大，堪称亭台之中的经典建筑，是中国四大名亭之一。[9]

- 园林
- 花墩坐月
- 麓山寺碑亭
- 百泉轩

### 纪念建筑
- 时务轩：为纪念清末维新派创办的时务学堂而筑的纪念性建筑，内嵌有梁启超《时务学堂故址》，李肖聃《跋》、李况松《跋》、陈云章《记》、黄曾甫《时务轩记》等碑刻。

- 赫曦台：1167年（宋乾道三年），朱熹讲学岳麓书院，常登岳麓山观日出，其在《云谷山记》文中说：“余名岳麓山顶曰赫曦”。山长张栻筑台于山顶，朱熹题额“赫曦台”，后废。1790年（清乾隆五十年），山长罗典在书院大门前坪建一台，曰前亭，又名前台。1821年（道光元年），山长欧阳厚均发现赫曦台原碑刻，为存朱子故迹，改前亭名赫曦台。据传1807年（嘉庆十二年）书院山长罗典重赴鹿鸣宴时，有一道士蘸黄泥水在右墙一笔挥就一个"寿"字，后为求两壁对称，罗典在左壁补书了一个"福"字。

- 山斋旧址：南宋乾道元年（1165），安抚使刘珙在此地建屋供山长居住。朱熹来访时曾寓居此屋，与山长张栻作同题诗《山斋》。后毁。清道光二十年（1840）山长欧阳厚均重建，题额“山斋旧址”。

- 杉庵：岳麓书院创建之前，东晋荆江州刺史陶侃曾在此建庵读书，因庵前遍种杉树，人称杉庵。清道光十八年（1838），其后裔陶澍为纪念先祖开创岳麓文教之功，特重建“陶桓公杉庵”，后毁。2001年修复杉庵于文庙后。

- 时务轩
- 赫曦台

### 碑匾

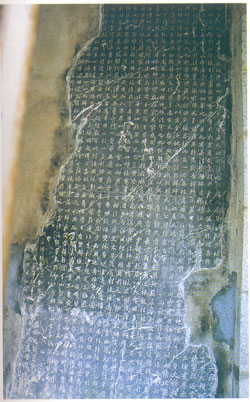
麓山寺碑

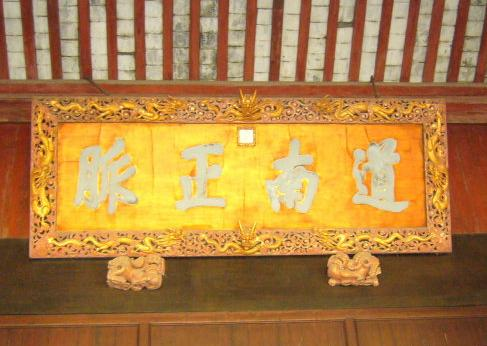
乾隆帝御書“道南正脉”匾

岳麓书院办学千年，积累了大量的碑匾文物，如唐刻“麓山寺碑”、明刻宋真宗手书“岳麓书院”石碑坊、“程子四箴碑”、清代御匾“学达性天”、“道南正脉”、清刻朱熹“忠孝廉洁碑”、欧阳正焕“整齐严肃碑”、王文清“岳麓书院学规碑”等，主要分布在麓山寺碑亭、讲堂、御书楼壁及复廊、百泉轩园林碑廊等地。
麓山寺碑亭内竖有麓山寺碑。此碑是中国现存碑刻中影响较大的一块唐碑，也是长沙现存时间最早、价值最高的碑刻，由著名书法家李邕于唐开元十八年（730年）亲自撰文、书丹、并镌刻，因文、书、刻三者俱佳，故有“三绝碑”之称。历代许多大书法家都曾前来瞻仰临摹，宋代书法家米芾于元丰三年(1080年)专程前来临习，并刻"襄阳米黻同广惠道人来，元丰庚申元日"16字于碑阴。原刻在麓山寺中，后移至岳麓书院右侧，明知府钱澍建亭护碑。清代嘉庆年间有达官遣吏前来拓取，因不得其法而使名碑碎裂，长沙知府沈廷瑛得知之后，亲赴现场，和沙灰集其残片94字，另嵌碑亭内壁之上。
讲堂檐前悬挂的“实事求是”匾，是民国初期湖南公立工业专门学校校长宾步程所撰，为岳麓书院在转制时期的校训，对当时寓居于书院的毛泽东影响很大，后成为毛泽东思想的核心组成部分。大厅中央的两块鎏金木匾，一为康熙帝御赐“学达性天”匾，二为乾隆帝御赐“道南正脉”匾，前者为根据老照片复制的，后者为原物。讲堂两壁嵌“忠、孝、廉、节”四大字石碑，为清道光七年(1827)山长欧阳厚均刊立，传为朱熹手书。讲堂两边轩廊分立“整、齐、严、肃”四大字石碑，为清乾隆时山长欧阳正焕书，道光时欧阳厚均立。这两组大字碑刻皆为中国古代书法碑刻史所罕见。大厅四壁还嵌有历代山长的“书事齐严肃四字因示请生诸”碑、“岳麓书院学规”碑、“毕沅诗”碑等，均为清代碑刻。
御书楼及复廊内也嵌有的大量碑刻，主要有“朱熹诗碑”、“重修岳麓书院记碑”、“文昌阁祭田契券”、“吴荣光江南述别诗碑”等。其中“朱熹诗碑”所刻的诗是南宋乾道三年(1167)朱熹来岳麓书院讲学后与张栻同游南岳，在株洲与张栻告别，张栻作“送元晦尊兄”诗赠朱熹，朱熹以此诗作答。此碑为为清光绪年间巡抚吴大澂所刻，是岳麓书院历史的重要见证。“文昌阁祭田契券”碑系山长袁名曜于嘉庆二十二年（1817）勒石嵌立，是岳麓书院租田管理方面的原始资料，对研究岳麓书院教育经费、祭祀经费的来源有重要的作用。
百泉轩园林碑廊建于1992年，刊历代遗碑13块及新制岳麓书院文献史料碑27块。在历代所遗碑刻中，有明刻“岳麓感旧诗碑”、清刻“道中庸碑”等，尤以“道中庸碑”最为珍贵，为清道光七年（1827）山长欧阳厚均修复道中庸亭时所刻朱熹遗墨。新刻的27 块碑分别为：善化县志载《岳麓书院源流》，宋代王禹偁《潭州岳麓山书院记》、王炎《论清岳麓书院堂长》、张栻《潭州重修岳麓书院记》、陈傅良《建岳麓书院记》、朱熹《措置岳麓书院牒》、欧阳守道《赠了敬序》，元代吴澄《建岳麓书院记》、《百泉轩记》，明代杨茂元《后重修岳麓书院记》、李东阳《建岳麓书院记》、陈凤梧《岳麓书院志序》、黄衷《岳麓书院祠祀记》、李腾芳《重修岳麓书院碑记》，清代易宗涒《岳麓书院记》、丁思孔《重建岳麓书院记》、毛际可《重修岳麓书院记》、龙骧《重修岳麓书院记》、王文清《四公德政纪略》、欧阳厚均《新建崇圣祠碑记》、罗典《岳麓书院课艺序》、郭嵩焘《重建湘水校经堂记》及 1993年杨慎初教授撰《岳麓书院重修记》。这些碑文反映了岳麓书院的历史沿革，是研究岳麓书院历史发展的重要文本。撰文者中既有著名政治家、地方官员，也有著名文学家和书院山长，他们本身在历史上都有较大的影响，这就更加凸显了碑刻更为广泛的社会价值。

### 楹联
楹联，也即对联或对子。它言简意深，对仗工整，平仄协调，是中华民族文化中的瑰宝。岳麓书院是集教育、学术、藏书、祭祀于一体的人文胜地，自然与楹联有着密不可分的关系。书院的教学推动着楹联的创作，楹联又装点着书院的建筑，宣扬书院的办学宗旨，倡导良好学风，赞美名山胜景。然而因岳麓书院历史上七毁七建，古已有之的楹联也就随着书院建筑的兴毁而沉浮，至今能钩沉的古联原件甚少。岳麓书院现挂的楹联，只有一部分是清代及以前文人的墨迹，其余大多为现代名流的手笔。这些楹联内涵丰富，意义深远，令人回味无穷。
| 悬挂地点 | 内容 | 作者                | 注释 |
| -------- | --- | ------------------- | --- |
| 前门     | 千百年楚材导源于此 近世纪湘学与日争光 | 虞愚撰书            | 1 楚材：楚，泛指湖南、湖北，材，人材。2 湘学：湖湘之学，泛指湖南的文化学术。 |
| 赫曦台   | 三湘隽士讲研地 四海学人向往中 | 商鸿逵撰王遐举书    | 1.三湘：一说湖南的湘潭、湘乡、湘阴合称三湘，一说潇湘、蒸湘、沅湘三水之合称，一说潇湘、资湘、沅湘为三湘。泛指湖南。2.隽士：才智超常之人。 |
| 赫曦台   | 合安利勉而为学 通天地人之谓才 | 左辅撰 王超尘书     | 1.安利勉：语出《中庸》：“或安而行之，或利而行之，或勉强而行之，及其成功，一也。” 2.天地人：语出《易·系辞下》：“有天道焉，有地道焉，有人道焉，兼三材而两之。”古语天地人谓之三材。 |
| 大门     | 惟楚有材 于斯为盛 | 袁名曜、张中阶撰书  | 1.惟楚有材：语出《左传·襄公二十六年》："虽楚有才，晋实用之"。惟，语首助词，与惟、唯、维通用。2.于斯为盛：语出《论语·泰伯》：“孔子曰：才难，不其然乎，唐虞之际，于斯为盛"。于斯，这里的意思。 |

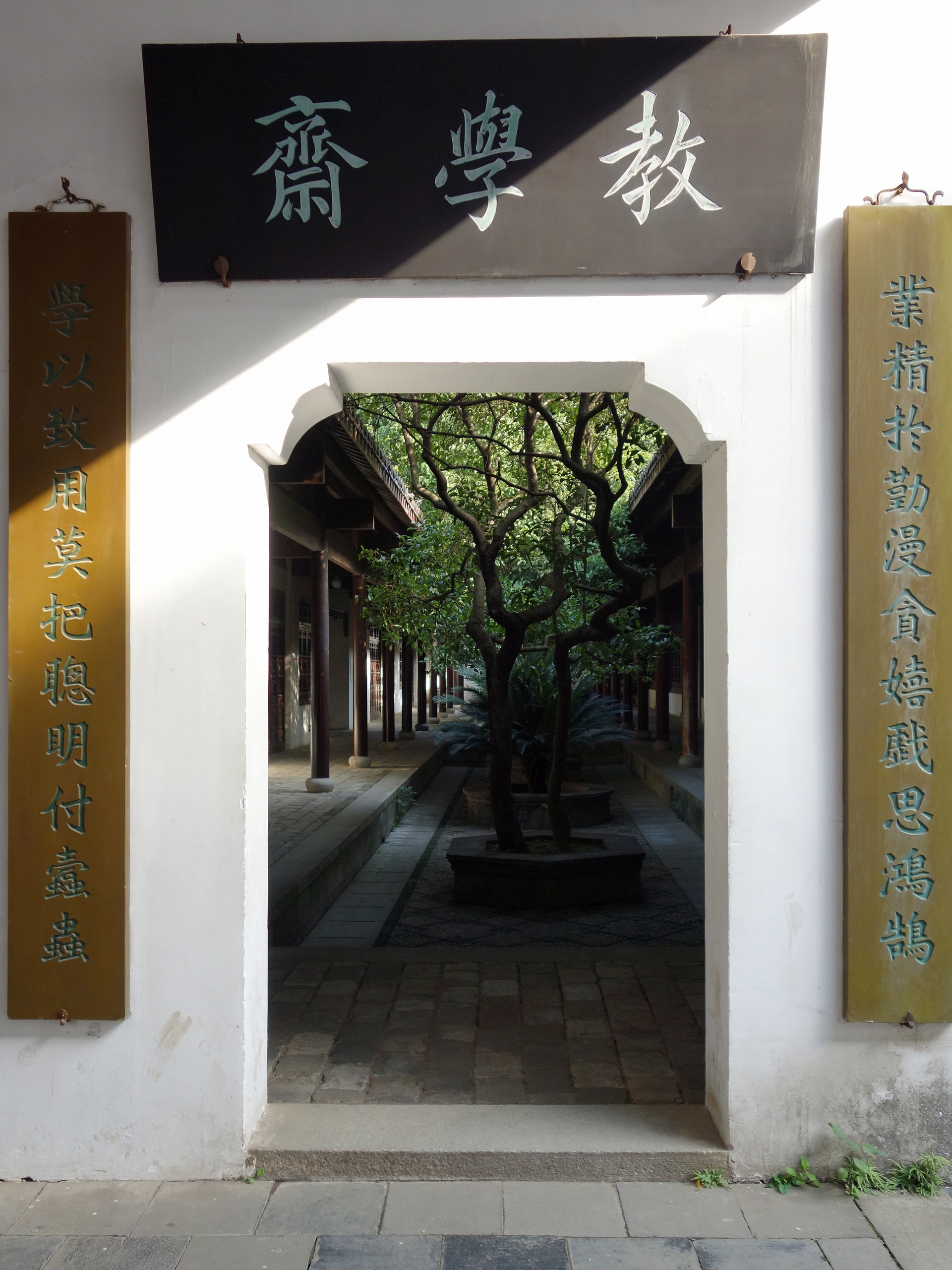
教学斋楹联

| 大门门厅 | 治无古今，育才是急，莫漫观四海潮流，千秋讲院 学有因革，通变为雄，试忖度朱张意气，毛蔡风神                                                                 | 马积高撰 曾晓浒书   | 1.四海：语出《书·大禹谟》："文命敷于四海。"意同天下。2.讲院：指岳麓书院。3.因革：因，继承。革，革新。4.忖度：思量。5.朱张：朱熹、张栻。5.毛蔡：毛泽东、蔡和森。 |
| 二门     | 纳于大麓 藏之名山 | 洪书者撰 程颂万书   | 1.纳于大麓：语出《尚书·尧典》:"纳于大麓，烈风雷雨弗迷。" 2.藏之名山:语出《史记·泰史公自序》:"仆诚已著此书，藏之名山，传之其人。”，“名山”典出《穆天子传》，指帝王藏策之府，大致相当于今天的国家档案馆和图书馆。但亦不妨望文生义。唐人颜师古说：“藏于山者，备亡失也。”                                                                                                 |
| 二门门厅 | 地接衡湘，大泽深山龙虎气 学宗邹鲁，礼门义路圣贤心 | 罗典撰 集欧阳询字   | 1.衡湘：指衡山和湘江。2.大泽:语出《左传·襄公二十一年》："深山大泽、实生龙虎。" 3.邹鲁：鲁，指孔子故乡曲阜，邹，即孟子故乡邹县。4.礼门义路：语出《孟子·万章》："夫义，路也，礼，门也，惟君子能由是路，出入是门也。” |
| 讲堂     | 是非审之于己，毁誉听之于人，得失安之于数，陟岳麓峰头，朗月清风，太极悠然可会 君亲恩何以酬，民物命何以立，圣贤道何以传，登赫曦台上，衡云湘水，斯文定有攸归 | 旷敏本撰 颜家龙书   | 1.数；命运（也理解为变数，变化，则意义更积极）。 2.陟：登。 3.太极：指宇宙本始。语出《易·系辞》：“易有太极，是生两仪，两仪生四象，四象生八卦。"宋周敦颐著有《太极图说》。朱熹以为太极即是理，总天地万物之理，便是太极。 4.悠然: 闲适。5.民物命:宋张载《西铭》:"民吾同胞，物吾与也。" 6.攸归：攸，所也。归，归宿。斯文定有攸归理解成所学终将会有用处。                |
| 讲堂     | 惟楚有材，于斯为盛 沅生芷草，澧育兰花 | 冯友兰撰书          | 1沅生芷草，语出《离骚》:”沅有芷兮澧有兰,思君子兮不敢言。"沅, 沅水，澧,澧水。芷,白芷，兰,兰草，皆香草。 |
| 讲堂     | 一水长流池不涸 两贤互磋道终同 | 陈荣捷撰书          | 1.池：指岳麓书院门前之饮马池。 2.两贤：指朱熹、张栻。 |
| 讲堂     | 院以山名，山因院盛，千年学府传千古 人因道立，道以人传，一代风流直到今                                                                                     | 周叔韬撰书          | 道：道学，即理学，儒学道统。 |
| 讲堂侧门 | 学贯九流，汇此地人文法海 秀冠三湘，看群贤事业名山 | 左宗棠撰书          | 九流：句出《汉书·叙传》："刘向司籍，九流以别。"后作各学术流派之合称。 |
| 御书楼   | 训诂笺注，六经于易尤专，探羲、文、周、孔之精，汉宋诸儒齐退听 节义文章，终身以道为准，继濂、洛、关、闽而起，元明两代一先生                                 | 郭嵩焘撰 刘顺书     | 1.训话笺注：阐发文义，注释古籍。笺，注释的一种。2.六经：六部儒家经典。3.周易：即《易经》。4.羲、文、周、孔：即伏羲氏、周文王、周公、孔子。5.退听：洗耳恭听之意。6.节义文章：节操、义行和文章。7.濂、洛、关、闽：宋代理学的主要流派。濂，指周敦颐，号濂溪，史称濂派。洛，指程颐、程颢讲学洛阳，史称洛派。关，指张载讲学关中，史称关派。闽，指朱熹讲学福建，史称闽派。 |
| 御书楼   | 圣域修文，前有朱张讲坛，宋清宸翰 名山汲古，上藏三坟五典，诸子百家                                                                                         | 何光年撰书          | 1.圣域修文：圣域，圣人之境界。修，兴修文教之意。2.朱张讲坛:朱张，指朱熹、张拭。讲坛，指书院讲堂。 3.宸翰：帝王之书法手迹。4.名山汲古：名山，指岳麓山。汲古，钻研古籍似汲水一样。5.三坟五典：语出《左传·昭十二年》：“是能读三坟、五典，八索、九丘。”皆古书名。6.诸子百家：先秦至汉各种学说流派之总称。                                                                |
| 文庙庑廊 | 吾道南来，原是濂溪一脉 大江东去，无非湘水余波 | 王闿运撰 集字重制   | 濂溪:周敦颐号 |
| 文庙庑廊 | 不为子路何由也 非是文公请退之 | 罗典撰 集字重制     | 1.子路：仲由，字子路，孔子的弟子。此指学生。2.文公：唐代文学家韩愈，字退之，卒溢文，后人称文公 |
| 教学斋   | 业精于勤，漫贪嬉戏思鸿鹄 学以致用，莫把聪明付蠹虫 | 撰者不详 集宇新制   | 1.鸿鹄：鸟名，即天鹅。《管子戒》："今夫鸿鹄春北而秋南，而不失其时。” 2.蠹虫：又名蠹鱼，有银白色细鳞，故名，蛀蚀衣服书籍之小虫。 |
| 百泉轩   | 教同化雨绵绵远 泉似文澜汩汩来 | 集庆玉句 周旭书     | 1.化雨：教化人像时雨沾溉田地一样。《孟子·尽心》：“君子之所以教者五：有如时雨化之者，有成德者，有达财者，有答向者，有私淑艾者。”后多用春风化雨比喻善教。2.汩汩：比喻文思勃发，有如泉涌。《昌黎集·答李翊书》："当其敢于心而注于手也，汩汩然来矣!" |
| 时务轩   | 胸怀子美千间厦 气压元龙百尺楼 | 梁启超撰 集字       | 子美：杜甫字，杜甫《茅屋为秋风所破歌》中有“安得广厦千万间，大庇天下寒士尽欢颜"句。元龙是指伏波将军陈登。 |
| 吹香亭   | 放鹤去寻三岛客 任人来看四时花 | 集杜荀鹤句 刘世善书 | 三岛：秦汉方士称东海中仙人所居之地，取称三神岛。 |